# Elektrownia GRES-2

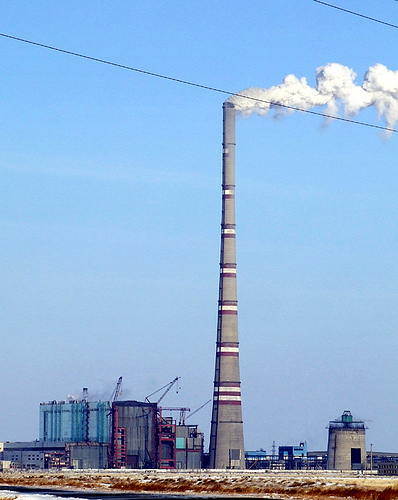
Elektrownia GRES-2

Elektrownia GRES-2 – elektrownia cieplna znajdująca się w Jekybastuz, w Kazachstanie. Została wybudowana w 1987 roku. Moc zainstalowana elektrowni wynosi 1000 MW. Posiada najwyższy komin na świecie mierzący 419,7 metrów wysokości, który jest wyższy od komina Inco Superstack o 39,7 m.
Elektrownia jest miejscem początkowym linii energetycznej Jekybastuz-Kokczetaw, skonstruowanej na najwyższe na świecie napięcie przesyłowe 1150 kV.

## Dane techniczne
Elektrownia została zaplanowana na 4000 MW przy użyciu 8 jednakowych bloków o mocy 500 MWe każdy.
Blok nr 1 został uruchomiony w grudniu 1990.
Blok nr 2 został uruchomiony w grudniu 1993.
Budowę bloku nr 3 rozpoczęto w 1990, ale jej nie dokończono.